# Sant Climent de Cirac
Sant Climent de Cirac és l'església, antigament parroquial, del poble de Cirac, a la comuna nord-catalana de Rià i Cirac, de la comarca del Conflent.

## Història

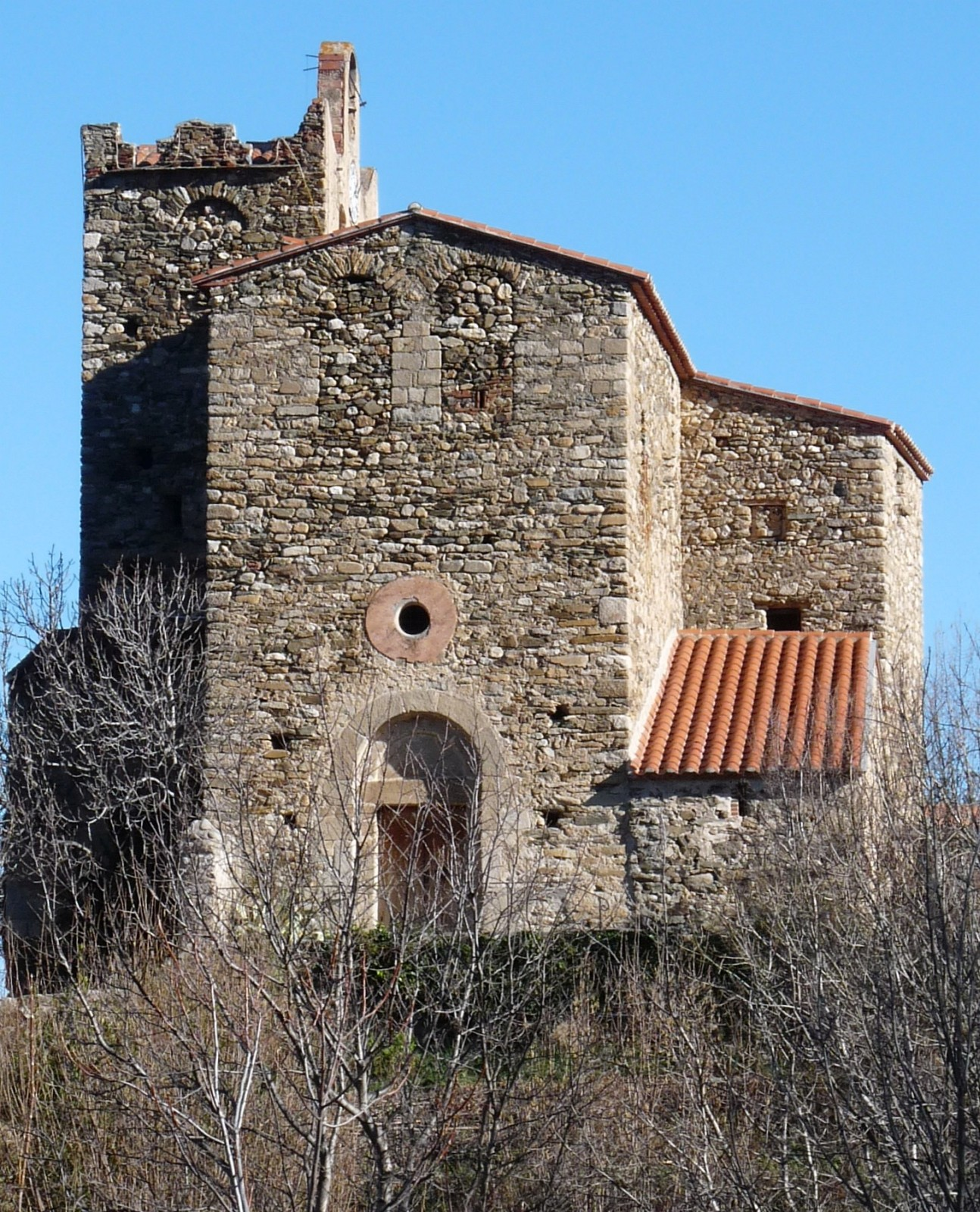
Façana occidental

Encara que d'origen romànic, és esmentada per primera vegada a la documentació el 1430. Històricament havia estat sempre una església sufragània de la Sant Vicenç de Rià. Sant Climent va ser declarada monument històric de França el 17 de maig del 1974.

## Arquitectura i decoració

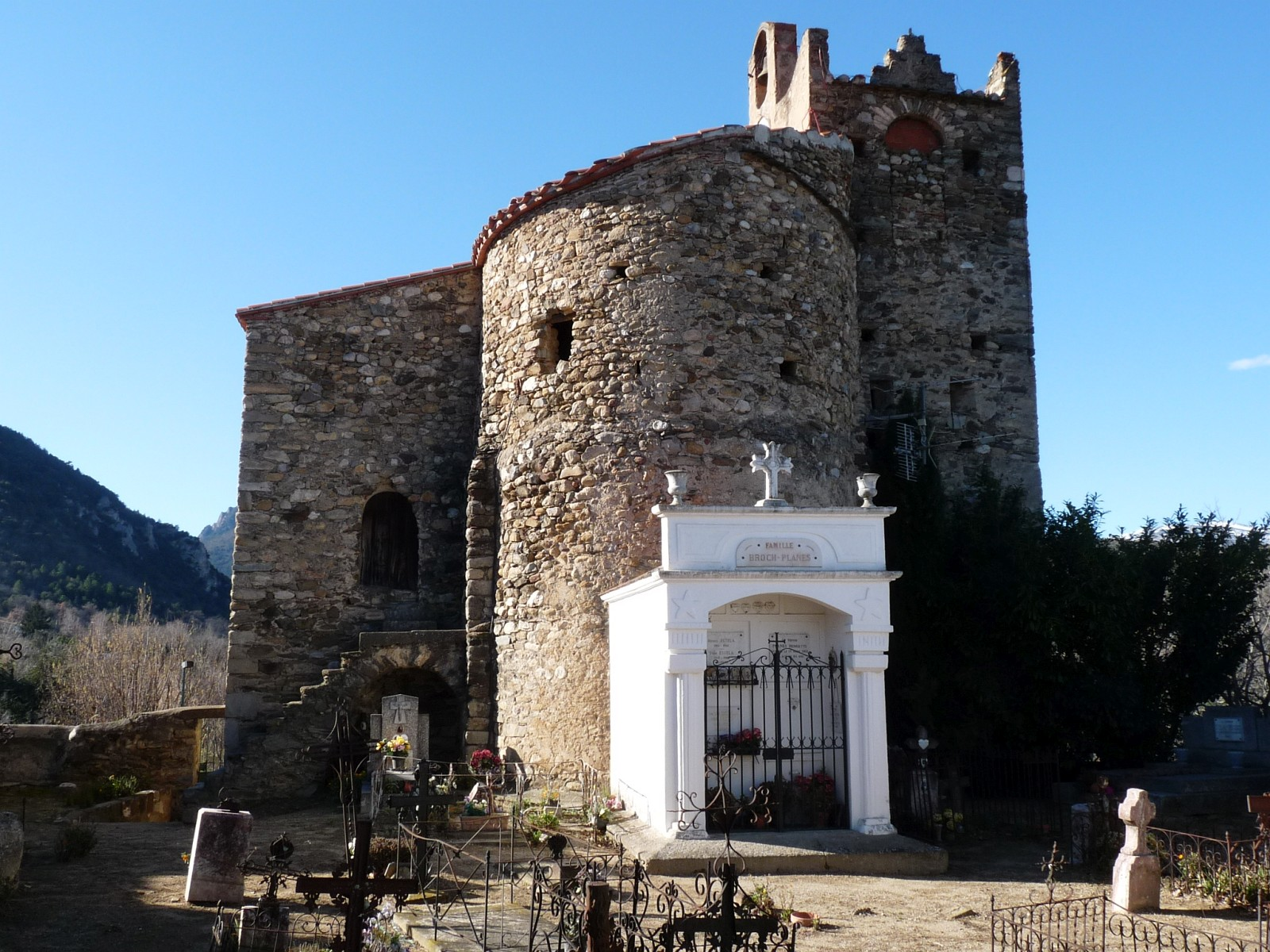
Capçalera oriental

A la nau única original, coberta amb volta de canó, se n'hi afegiren dues més posteriorment. El seu campanar té la figura d'una torre de defensa, producte d'haver fortificat l'església a l'edat mitjana. En aquest moment històric fou segurament quan es sobrealçà l'absis semicircular, fins aleshores rematat per una volta de quart d'esfera. Encara es poden observar les restes del primitiu campanar d'espadanya.
La construcció original, visible en els fragments de decoració que han sobreviscut a l'afegitó de les dues naus laterals i a la fortificació general del temple, sembla que fou del segle xi, modificada encara als segles xii i xiii. Més endavant, possiblement als segles XV i XVI s'haurien fet les obres de fortificació que tant haurien canviat la fesomia de l'església.
L'església conserva algunes escultures dels segles XVII i XVIII, en no gaire bon estat.